# Pabu
Pabu is een gemeente in het Franse departement Côtes-d'Armor (regio Bretagne). De plaats maakt deel uit van het arrondissement Guingamp. Pabu telde op 1 januari 2022 2.769 inwoners.

## Geografie
De oppervlakte van Pabu bedroeg op 1 januari 2022 7,83 vierkante kilometer; de bevolkingsdichtheid was toen 353,6 inwoners per km².
De onderstaande kaart toont de ligging van Pabu met de belangrijkste infrastructuur en aangrenzende gemeenten.

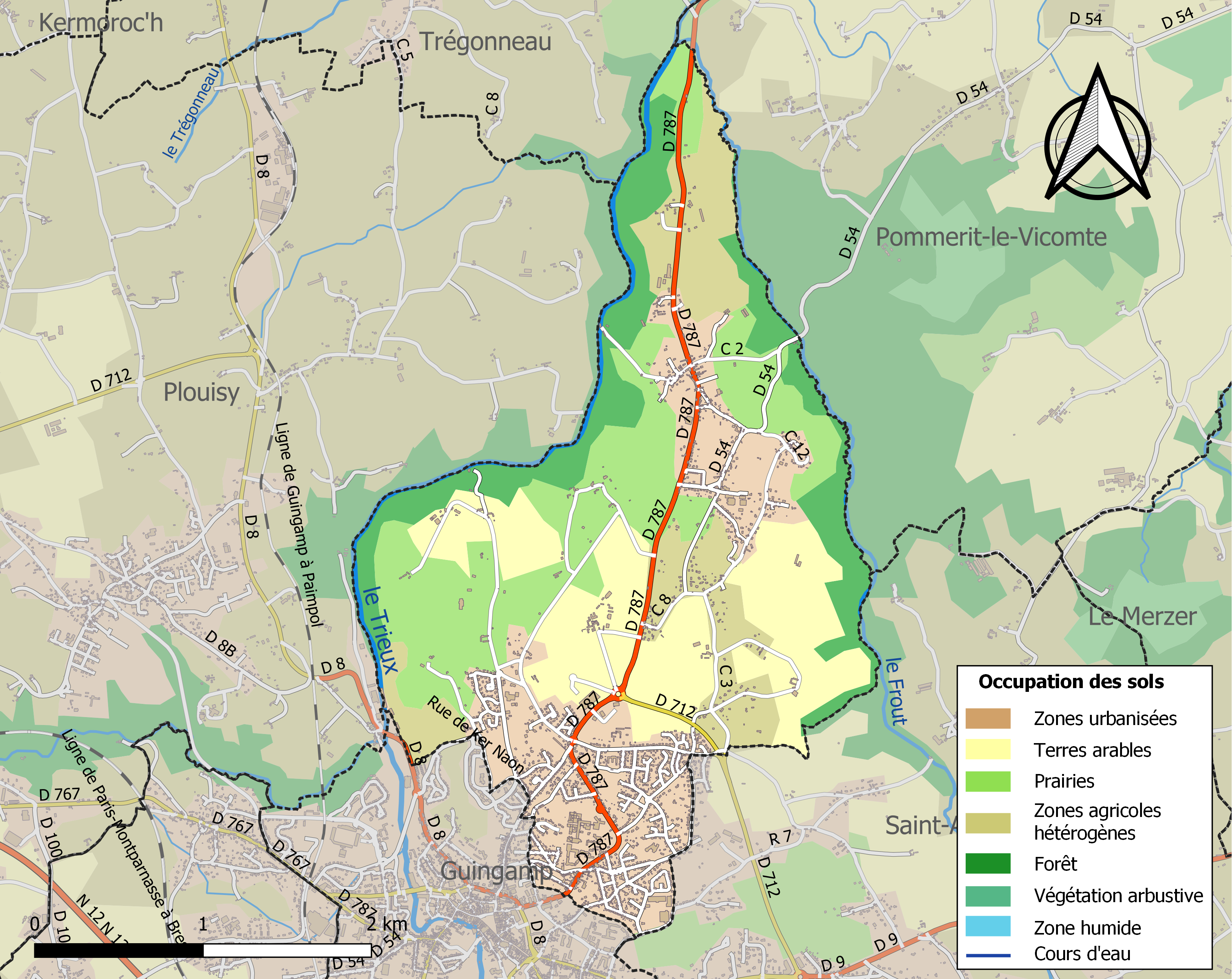

## Geboren
- Robin Le Normand (11 november 1996), voetballer

## Demografie
Onderstaande figuur toont het verloop van het inwonertal (bron: INSEE-tellingen).